# Karl-Heinz Paulsen
Karl-Heinz Paulsen (* 2. Dezember 1909 in Hamburg; † 18. August 1941 bei Narwa) war ein deutscher Ozeanograph und Polarforscher.

## Leben
Karl-Heinz Paulsen besuchte bis 1929 die Oberrealschule auf der Uhlenhorst. Anschließend begann er das Studium der Ozeanographie an der Universität Hamburg, das er 1940 mit der mündlichen Doktorprüfung abschloss. Im Zweiten Weltkrieg diente er als Leutnant bei der Infanterie; zuletzt als Kompaniechef einer Maschinengewehr-Kompanie. Im Sommer 1941 fiel er an der Ostfront.

## Antarktisforschung
Der deutschen Walfangflotte wurde in den Jahren vor dem Zweiten Weltkrieg in jeder Fangsaison ein Ozeanograph zugeteilt. Im Südsommer 1937/38 fuhr Paulsen mit der „Jan Wellem“ erstmals ins Südpolarmeer. Aufgrund seiner Erfahrungen berief Alfred Ritscher ihn im folgenden Jahr in die Expeditionsmannschaft der Deutschen Antarktischen Expedition 1938/39. Paulsen konnte seine Beobachtungen, abgesehen von einem Vorbericht, nicht mehr selbst veröffentlichen. Nach seinem Tode wurden die Messreihen 1951 vom Deutschen Hydrographischen Institut und die Auswertung derselben 1958 durch Fritz Model publiziert.
Die Paulsenberge in Neuschwabenland (Ostantarktis) wurden nach Karl-Heinz Paulsen benannt.